# Sweeney Todd
Pour les articles homonymes, voir Sweeney Todd (homonymie).
Sweeney Todd est le nom d'un tueur en série du folklore anglais dont l'histoire a donné lieu à des adaptations au théâtre et au cinéma.

## Sources
La première apparition de Sweeney Todd date de 1846, dans un roman écrit, semble-t-il, par James Malcolm Rymer et Thomas Peckett Prest, intitulé The String of Pearls: A Romance et publiée à Londres par The People's Periodical.
Le récit s'inspire de faits plus ou moins avérés et présente certaines similitudes avec un conte publié à Londres par The Terrific Register en 1825 et avec un poème catalan du XVe siècle, Espill (Miroir), de Jaume Roig. Il met en scène un barbier londonien, installé au 186 Fleet Street, qui, par folie et cupidité, tranche la gorge de ses clients et se débarrasse des cadavres avec la complicité de sa maîtresse, Mrs Lovett, qui en farcit les friands qu'elle vend dans sa boutique.
Les éléments de cette histoire, meurtre et cannibalisme, ont assuré son succès et sa pérennité.
Une nouvelle publication a été effectuée par les éditions Wordsworth en 2005. Sur l'ouvrage ne figurait aucun nom. Ce n'est que lors d'une réédition que Dick Collins leva le voile sur le véritable auteur de ce classique anglais dans une longue introduction où l'on comprend que Prest avait un simple rôle d'un « écrivain fantôme ». 
En France, il a fallu attendre 2011 pour qu'une maison d'édition, Callidor, en propose une première traduction (due à Thomas Garel), préférant donner à son œuvre le simple nom de son personnage principal : Sweeney Todd. En 2015 la maison d'édition Tind publie l'ouvrage dans une nouvelle édition avec une traduction retravaillée (toujours de Thomas Garel). L'ouvrage est pour la première fois disponible dans les librairies françaises.

## Adaptations
L'histoire de Sweeney Todd a d'abord été adaptée au théâtre, à Londres, en 1847 sous le titre Sweeney Todd, the Demon Barber of Fleet Street.
Après deux adaptations au cinéma en 1926 et 1928, un film est réalisé en 1936 par George King sur le même scénario et avec le même titre que la pièce : Sweeney Todd, the Demon Barber of Fleet Street.
En 1973, l'auteur britannique Christopher Bond écrit pour le théâtre une nouvelle adaptation, elle aussi intitulée Sweeney Todd, the Demon Barber of Fleet Street. Elle sert d'inspiration au librettiste Hugh Wheeler et au compositeur et parolier Stephen Sondheim pour une comédie musicale créée en 1979 sous le même titre et qui connaît un grand succès aux États-Unis et en Angleterre. Il faut attendre avril 2011 pour la voir à l'affiche en France, au théâtre du Châtelet (une adaptation française avait été créée le 12 janvier 2008 au théâtre du Loup de Genève).
L'histoire a aussi donné lieu à des versions radiophoniques et à des téléfilms, notamment sur ITV, à la BBC et sur BSkyB, dont un téléfilm en 1998 avec Ben Kingsley dans le rôle-titre. David Moore réalise sa version pour la télévision en 2006, Sweeney Todd, avec Ray Winstone dans le rôle principal.
En 2007, Tim Burton réalise au cinéma, toujours sous le titre de Sweeney Todd, the Demon Barber of Fleet Street, une adaptation de la comédie musicale de Sondheim avec Johnny Depp dans le rôle de Sweeney Todd et Helena Bonham Carter dans celui de Mrs Lovett.
L'adaptation de Tim Burton présente le personnage principal comme une victime de la société. Condamné à tort par un juge corrompu qui désire sa femme, le barbier Benjamin Barker est exilé en Australie. Il s'évade quinze ans plus tard et, sous le nom de Sweeney Todd, retourne à Londres, et arrive à Fleet Street où il espère retrouver sa femme (Lucy) et sa fille (Johanna) et reprendre sa vie d'antan. Il se lie d'amitié avec le jeune marin qui le transporte à Londres, prénommé Anthony. À son retour, Mrs Lovett, qui tient une boutique de tourtes à la viande en dessous de son échoppe de barbier, et qui a toujours été plus ou moins secrètement amoureuse de lui, lui apprend que sa femme, violée par le juge, s'est empoisonnée et que le juge a adopté sa fille qu'il retient prisonnière. Le barbier décide de se venger et promet de tuer son bourreau et le complice de celui-ci, le bailli. De nombreux critiques ont noté une proximité thématique entre cette version de Sweeney Todd et Le Comte de Monte-Cristo d'Alexandre Dumas : condamné à tort, sa vie brisée, le héros revient se venger sans dévoiler son identité.
Le London Dungeon de Londres consacre une de ses pièces d'exposition à l'histoire de Sweeney Todd. Apparait tout d'abord Mrs Lovett (jouée par une actrice) qui conduit ensuite les visiteurs dans une salle remplie de chaises de barbier afin que les visiteurs puissent se mettre dans la peau des clients de Sweeney Todd tout en écoutant la voix de ce dernier, plongés dans la pénombre.

## Le Sweeney Todd français
Le roman reprend plusieurs éléments de  l'« affaire de la rue des Marmousets ». En 1387 à Paris dans l'île de la Cité, à l'angle des rues des Marmousets et des Deux-Hermites, un barbier et son voisin, un pâtissier, furent arrêtés à la suite d'une tentative de meurtre sur la personne d'un nobliau de Touraine. Arrivé en début de soirée à Paris, le jeune homme avait voulu se faire raser avant de se présenter à sa famille, et avait failli avoir la gorge tranchée par le barbier. Parti prévenir la maréchaussée, il avait permis la découverte d'un trafic terrible : le barbier coupait le cou aux clients de passage, puis fournissait à son voisin de quoi fabriquer des pâtés en croûte renommés dans la ville tout entière. Les deux criminels furent brûlés vifs à l'emplacement de leurs maisons.
Les archives criminelles ayant été brulées lors de la Commune de Paris, seules des références indirectes de l'affaire sont disponibles dont l'ouvrage de Jacques du Breul publié dès 1612,. Cette histoire est également relatée par l'écrivain Jacques Yonnet dans son livre Rue des maléfices (Denoël, 1954). 